# Wecker
Wecker is een plaats in de gemeente Biwer en het kanton Grevenmacher in Luxemburg aan het riviertje Syr.
Wecker telt 660 inwoners (2008) en heeft een treinstation.

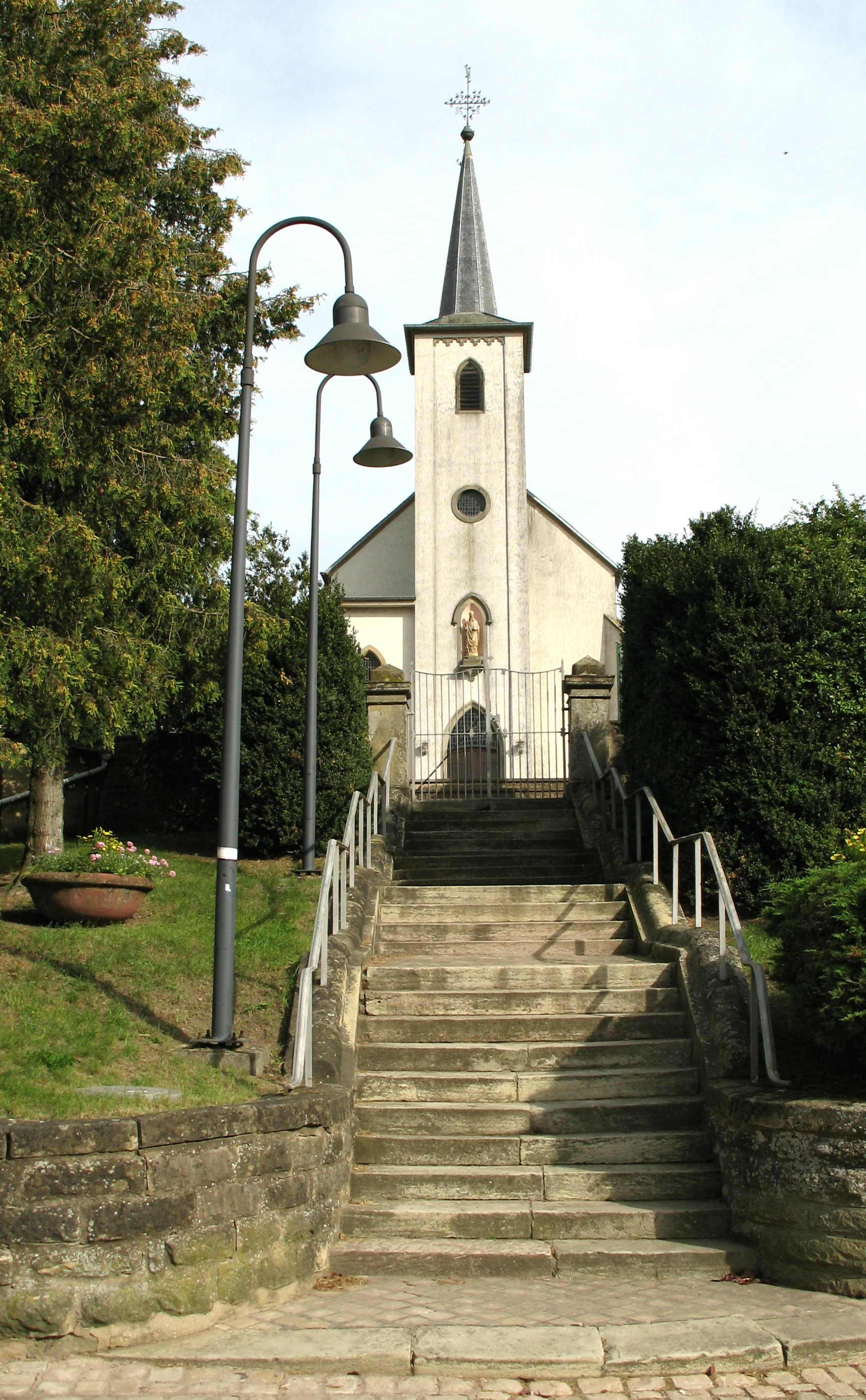
Kerk van Wecker